# Жеврол
Жеврол (фр. Gevrolles) насеље је и општина у источном делу централне Француске у региону Бургоња, у департману Златна обала која припада префектури Монбар.
По подацима из 2011. године у општини је живело 172 становника, а густина насељености је износила 6,36 становника/km². Општина се простире на површини од 27,05 km². Налази се на средњој надморској висини од 230 метара (максималној 353 m, а минималној 216 m).

## Демографија
| 1962. | 1968. | 1975. | 1982. | 1990. | 1999. | 2011. |
| ----- | ----- | ----- | ----- | ----- | ----- | ----- |
| 201   | 251   | 203   | 201   | 176   | 170   | 172   |

График промене броја становника у току последњих година